# Caronte (album)
Caronte (1971) è il secondo album del gruppo di rock progressivo italiano The Trip.

## Il disco
Caronte, pubblicato nel 1971, fu l'album di maggior successo e più rappresentativo  dei Trip. A differenza del disco precedente (The Trip, 1970), ancora molto legato al rock e al blues anni sessanta, Caronte si ispira chiaramente al rock progressivo britannico, e in particolare a gruppi come King Crimson, Emerson, Lake & Palmer e (in misura minore) Pink Floyd. Gli arrangiamenti, ricchi di contaminazioni con la musica classica, cambiamenti di ritmo, effetti musicali psichedelici e armonie complesse, sono dominati dalle tastiere di Joe Vescovi, emulo ligure di Keith Emerson.
Caronte è un concept album; la storia narrata dai testi riprende il tema dantesco del traghettatore Caronte, reinterpretato però come metafora del perbenismo che condanna i suoi "maledetti" a perdersi ("attraversare il fiume"). I due grandi maledetti a cui l'album si riferisce sono Janis Joplin e Jimi Hendrix (a cui sono dedicati rispettivamente Little Janie e Ultima ora e ode a Jimi Hendrix). La copertina del disco si serve di alcune illustrazioni di Gustave Doré.
Nell'intera discografia dei Trip, è il Long Playing selezionato per la guida "I 100 migliori dischi del Progressive italiano", del critico Mox Cristadoro, pubblicata nel 2014.

## Lista dei brani
1. Caronte I
2. Two brothers
3. Little Janie
4. L'ultima ora e Ode a Jimi Hendrix
5. Caronte II

## Formazione
- Billy Gray - chitarre elettriche e acustiche, cori
- Joe Vescovi - Mellotron, voce, organo Hammond e a canne, pianoforte
- Arvid Andersen - basso, voce
- Pino Sinnone - batteria, percussioni